# 1913 год в авиации
Список событий в авиации в 1913 году.

## События
- 16 апреля — состоялись первые международные соревнования гидросамолётов на Кубок Шнейдера в Монако.
- 26 мая — совершил первый полёт первый в мире четырёхмоторный самолёт Русский витязь.[1]
- 9 сентября — Пётр Николевич Нестеров впервые в мире выполнил мёртвую петлю[2].
- 23 сентября — Ролан Гаррос совершил первый беспосадочный перелёт через Средиземное море. Расстояние в 730 км пилот преодолел за 8 часов[3].
- 23 декабря — совершил первый полёт самолёт Илья Муромец.

## Персоны

### Родились
- 29 января — Бенделиани, Чичико Кайсарович, советский лётчик-истребитель, Герой Советского Союза.
- 6 марта — Александр Иванович Покрышкин, легендарный советский лётчик-ас, второй по результативности пилот-истребитель среди лётчиков стран Антигитлеровской коалиции во Второй мировой войне. Первый Трижды Герой Советского Союза. Первый и единственный лётчик, трижды удостоенный звания Героя Советского Союза в годы войны. Маршал авиации (1972). Член ВКП(б) с 1942 года.
- 25 марта — Адонкин, Василий Семёнович, советский лётчик, участник Великой Отечественной войны, Герой Советского Союза.

### Скончались
- 26 апреля — Теодор Калеп (в Российской империи Фёдор Фёдорович Калеп, Калеп Теодор-Фердинанд (Георгиевич), латыш. Teodors Kaleps, эст. Theodor Kalepas, лифляндский авиаконструктор, был одним из первых в России конструкторов авиационных двигателей, изготовил первый авиационный мотор в России.